# پاملا مور
پاملا مور (انگلیسی: Pamela Moore؛ زادهٔ ) یک موسیقی‌دان اهل ایالات متحده آمریکا است. وی از سال ۱۹۸۱ میلادی تاکنون مشغول فعالیت بوده‌است.